# Дивина тарганяча
Дивина́ тарганяча (Verbascum blattaria) — вид квіткових рослин родини ранникові (Scrophulariaceae), поширена в Європі, Центральній Азії й у пн.-зх. Африці.

## Опис
Дворічна рослина або однорічна 30–100 см заввишки. Рослина гола, іноді вгорі із залозистими волосками. Листки довгасто-ланцетні, але здебільшого зубчасті, рідше цілісні. Віночок 25–30 мм в діаметрі. Приквітки яйцеподібні або ланцетні.

## Поширення
Рослина природно поширена в Європі, Центральній Азії й у пн.-зх. Африці; інтродукована в США, ПАР, Велику Британію.
В Україні зростає в засолених вологих місцях, на луках, біля берегів рік — на більшій частині території, крім Карпат і Полісся, але зростає в Закарпатті.

## Галерея

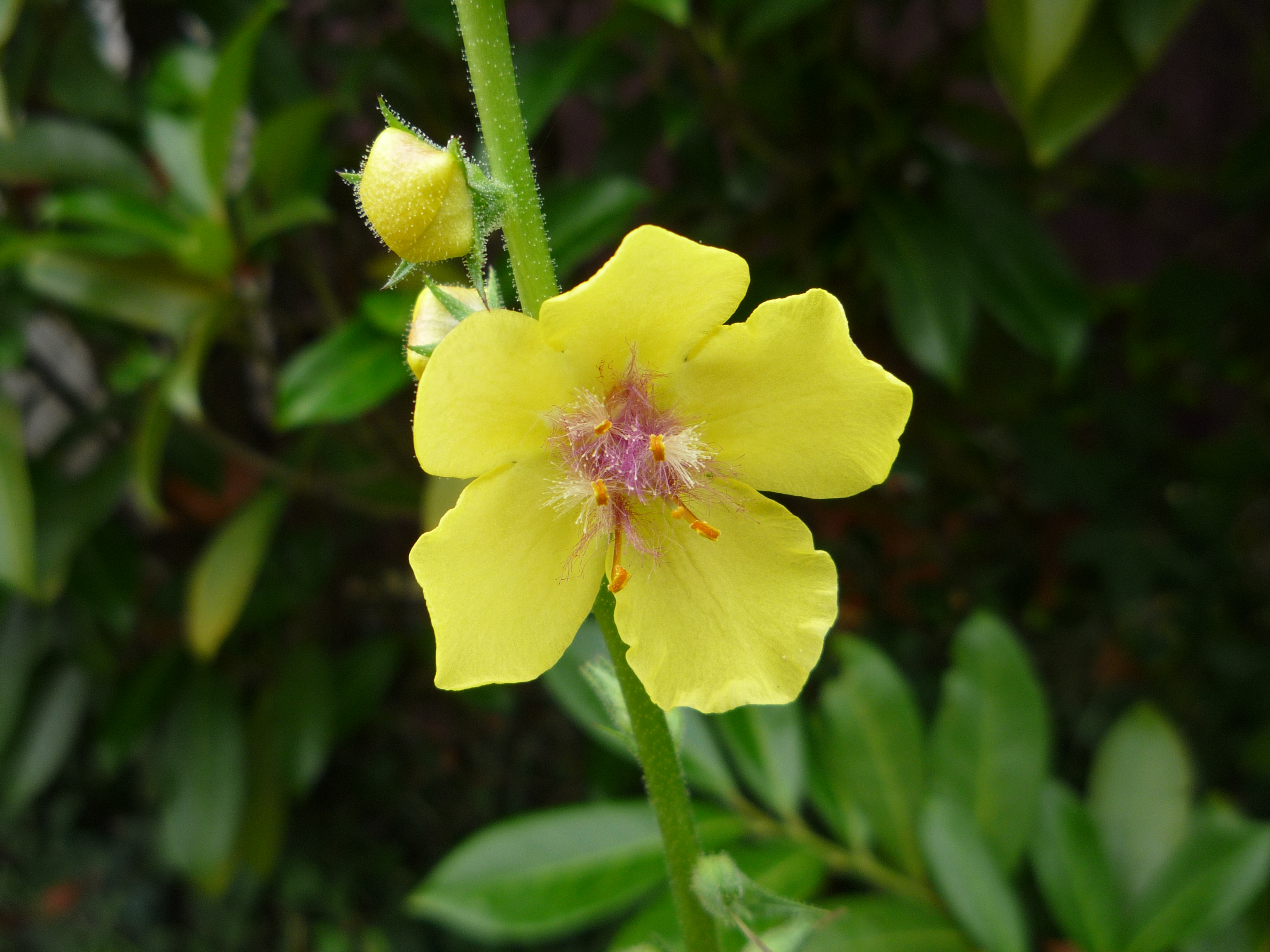
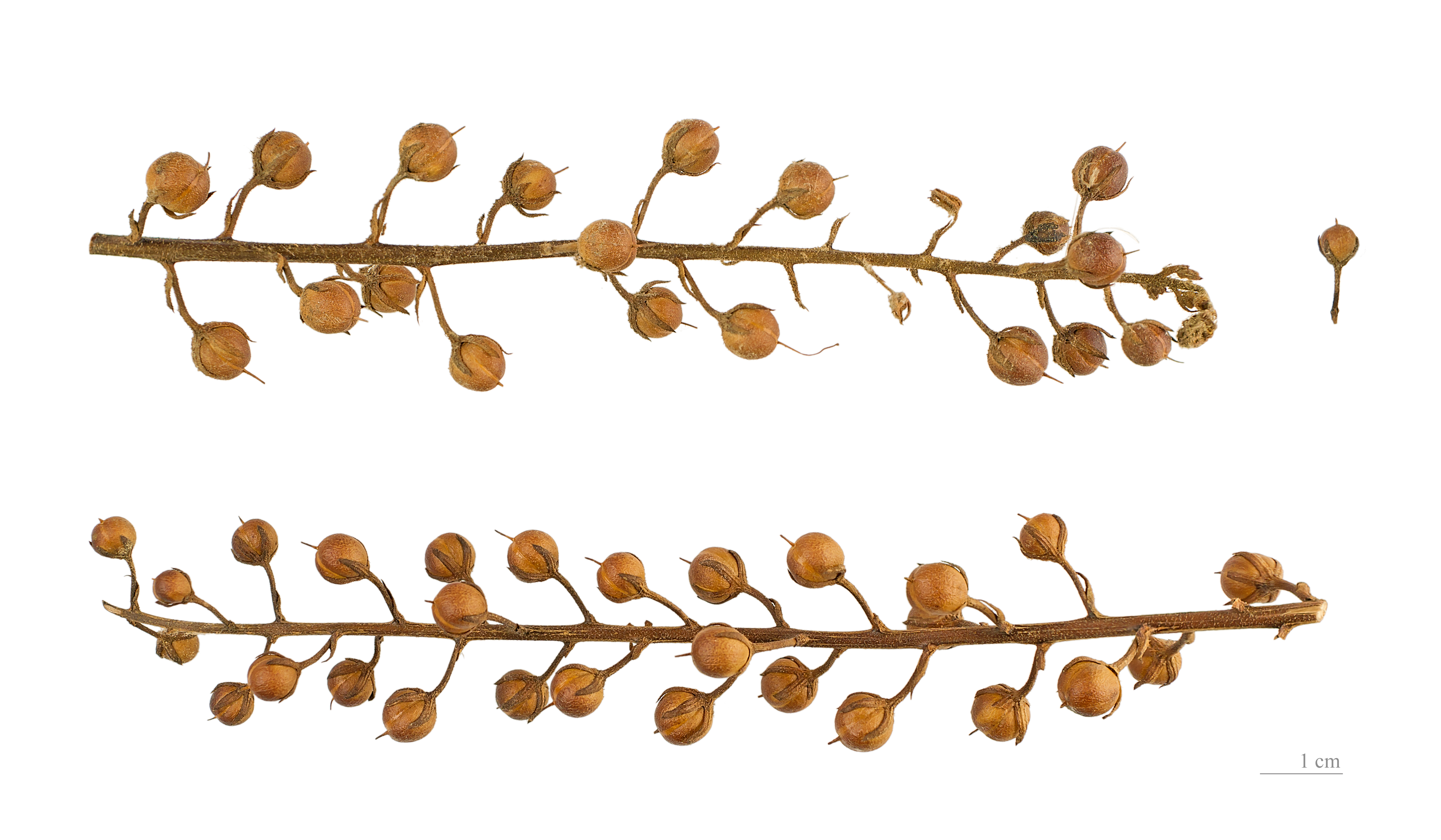
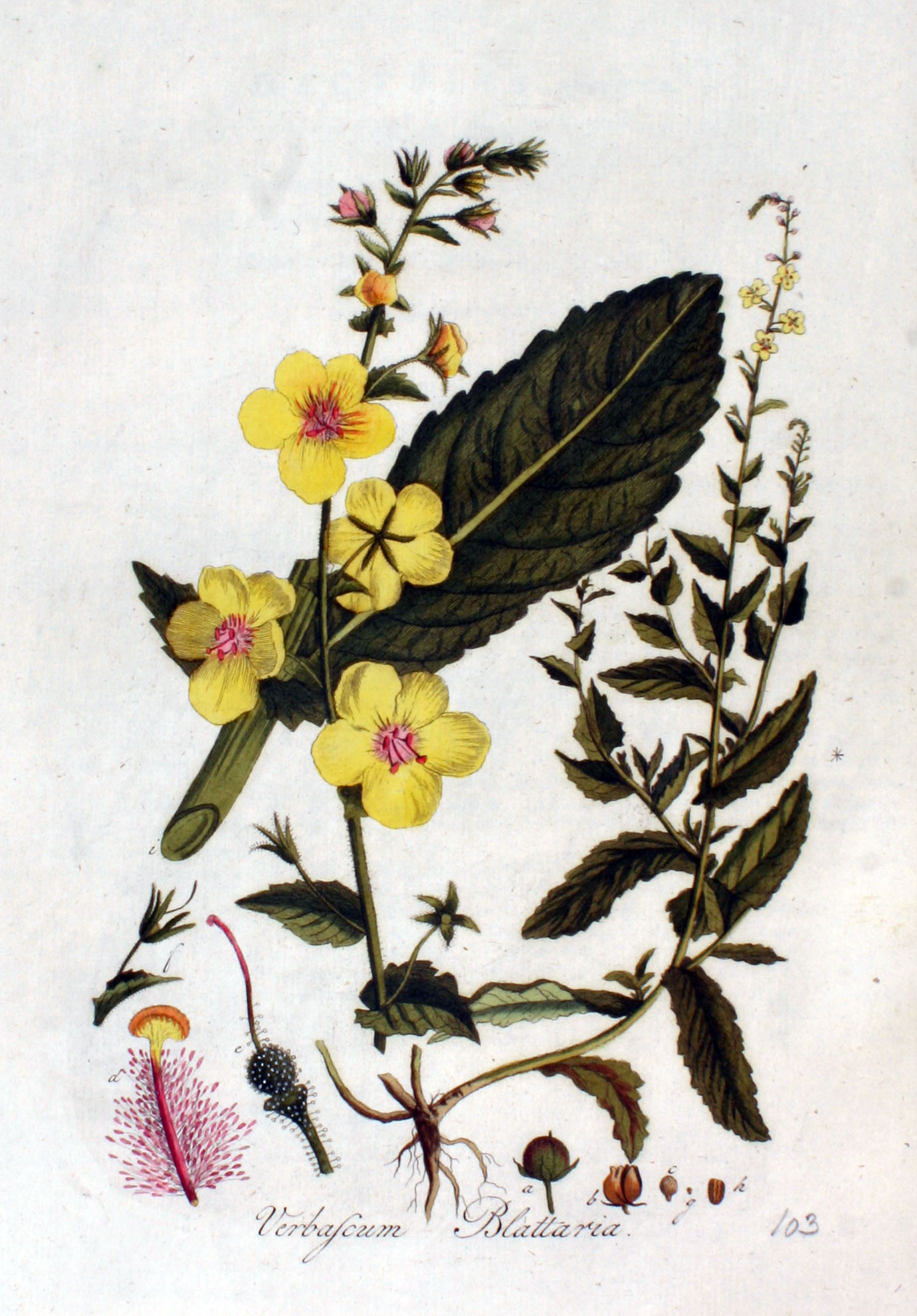